# Blind Channel
Blind Channel je post-hardcore bend iz mjesta Oulu, Finska. Bend definira svoj muzički stil kao "nasilni pop." koji je, prema njihovim riječima, mješavina elemenata heavy rocka, rapa i elektronske pop glazbe. Predstavili su Finsku na Pjesmi Eurovizije 2021. u Rotterdamu s pjesmom "Dark Side", završivši na visoko šesto mjesto, što je jedan od najboljih plasmana Finske nakon pobjede grupe Lordi 2006.

## Karijera i uspjesi

### Formacija i rane godine postojanja (2013. – 2014.)
Bend su prvobitno osnovali sredinom 2013. kolege iz razreda Joel Hokka i Joonas Porko koji su u to vrijeme bili u, kako oni opisuju, "suparničkim bendovima" i odlučili udružiti snage. Brzo su angažirali Ollija Matelu (koji je prije svirao s Joonasom u drugim bendovima) i Tommija Lallija da sviraju bas i bubnjeve.
Joel Hokka je izjavio da nakon što je bio na jednoj zabavi primijetio Nika Vilhelma kako repa, i bio je toliko impresioniran da ga je zamolio da se pridruži bendu. 
Sada peteročlani, dok su pokušavali izmisliti ime benda, Niko je predložio Blind Channel, odnoseći se na televizijske kanale kao što je MTV, na kojima su svi odrasli gledajući muzične emisije i na kojima su željeli i oni nastupati, ali  u vrijeme kada je bend osnovan ovi kanali su prikazivali samo rijaliti emisije i kanal je postao "slijepi". 
Bend je objavio svoj debitantski singl "Save Me" (i prateći glazbeni video) u listopadu 2013. koji je u roku od tjedan dana pokupila finska glazbena kuća Ylex radio i bend je odabran za Ylexov "podrumski bend tjedna". Iltalehti, jedan od najvećih finskih novinskih medija, također je primijetio prvi glazbeni video benda za "Save Me" i u roku od nekoliko mjeseci video je skupio preko 20.000 pregleda.
Svoj prvi nastup uživo izveli su u malom rock klubu u Ouluu u Finskoj krajem 2013. prije nego što su 21. ožujka 2014. objavili EP "Antipode" koji uključuje singlove "Naysayers" i "Calling Out" u produkciji Mikka Mäkitala. Singl “Naysayers” s B strane ugledao je dan prije objavljivanja, a “Calling Out” na A-strani premijerno je prikazan na lokalnoj radio postaji Radio City dan prije objavljivanja.

### RevolutionsiBlood Brothers(2014–2018)
U ljeto 2014. bend je nastupio na finskim festivalima JääliCityRock, Provinssirock, Ilosaarirock, Qstock & Nummirock (poznati Finski festivali) gdje su pobijedili u Wacken Metal Battle, međunarodnom natjecanju mladih izvođača teške glazbe održanom pod pokroviteljstvom kultnog i najvećeg Wacken Open Air metal festivala, osiguravši priliku za nastup na europskom rock festivalu - Wacken Open Air u Njemačkoj na The Wet Stageu.
Ovo je bio prvi nastup benda izvan Finske i najveći nastup koji su svirali do sada. Nakon pobjede na ovom natjecanju, finska izdavačka kuća Ranka Kustannus je izrazila veliki interes i potpisala ugovor s bendom, te su počeli snimati novi materijal, a kasnije su objavili EP "Foreshadow" 4. listopada 2014. Njihov debitantski studijski album "Revolutions" ugledao je svijetlo dana 29. rujna 2016., a uključuje singlove "Unforgiving", "Don't", "Darker Than Black", "Deja FU" i "Enemy for Me". Bend je nastavio turneju po Finskoj i okolnim zemljama. Kao veliki obožavatelji pop glazbe, u ožujku 2017. objavili su obradu američkog hip-hop dua Macklemorea i Ryana Lewisa hit singla "Can't Hold Us". 
Objavili su svoj drugi studijski album Blood Brothers kraj travnja 2018. Album uključuje singlove "Alone Against All", "Sharks Love Blood", "Wolfpack" i "Out of Town" i pjesmu "Elephant In The Room" s kolegom - Finski reper Spaz Caroon.
Također su krenuli na nekoliko turneja, i kao headlineri i kao prateći izvođači poznatim bendovima kao što su Amaranthe, Royal Republic, Simple Plan, Enter Shikari, a krajem 2018. završili su svoju prvu turneju u Velikoj Britaniji uz podršku All That Remains i Sevendust

### Nasilni popi natjecanje za pjesmu Eurovizije (2020. – danas)
Treći studijski album benda, Violent Pop, objavljen je 6. ožujka 2020. Album uključuje singlove "Over My Dead Body", "Timebomb (feat. Alex Mattson)", "Snake (feat. GG6 of Amaranthe)", "Died enough for you", "Fever" i "Gun". Bend je unaprijed rezervirao turneju za jesen/zimu 2020. po Švedskoj/Finskoj i mjesta na festivalima kao dio ciklusa turneja za Violent Pop koje su otkazane jer je pandemija koronavirusa stupila na snagu. U svibnju 2020. bend je izveo akustični livestream iz 45 Oulua, najstarijeg rock bara u Ouluu u Finskoj, koji je uključivao live debi pjesama s albuma Violent Pop "Feel Nothing" i "Enemies with Benefits". Osim toga, izveli su tribute obradu pjesme "Numb" Linkin Parka u čast pokojnog Chestera Benningtona. U srpnju 2020. objavili su studijsku verziju Anastacijine pjesme "Left Outside Alone" i popratnog glazbenog videa. 
Nakon što je nekoliko godina prije upoznao DJ-a i producenta Aleksija/Alexa Mattsona (kada mu je Joel prišao da potencijalno remiksira pjesmu Blind Channel-a), bend je počeo surađivati s njim i ubrzo nakon toga otkrili da imaju mnogo sličnih glazbenih ukusa, te su na kraju zajedno izdali pjesmu “Timebomb” koji je kao singl na trećem studijskom albumu benda "Violent Pop" (2020). 
Nakon koncerta uživo u listopadu 2020. na kojem je bend predstavio Aleksija na semplovima/udaraljkama, službeno su zamolili Aleksija da se pridruži Blind Channelu kao stalni član i tako postali šestočlani bed.

U veljači 2021. bend je sudjelovao u finskom nacionalnom izboru (poznatiji kao "Uuden Musiikin Kilpailu"- skraćeno UMK) za izbor pjesme Eurovizije 2021 s modernom nu-metal pjesmom "Dark Side".
Pobijedili su u izboru s čak 54,3% glasova (najviše u povijesti svih izdanja UMK-a) te u svibnju 2021. predstavljali Finsku na Eurosongu, završivši na visoom šestom mjestu s ukupno 301 bodom. Blind Channel dobio je 218 od ukupnog broja bodova od teleglasovanja, dok je 83 boda dobio od stručnog žirija.  
Bend je svoje srednje prste obojio crvenom bojom za svoju izvedbu "Dark Side", nakon što su bili obaviješteni da ne mogu pokazati srednji prst publici na pozornici Eurovizije zbog prirode emisije koja je obiteljski nastrojena.  
Dana 19. svibnja 2021., nekoliko dana prije nego što su uopće nastupili uživo na Euroviziji, bend je potpisao ugovor s Century Media/Sony Music. 
U lipnju 2021. bend je snimio suradnju svoje pjesme "Dark Side" s kolegom finskim umjetnikom Laurijem Ylönenom iz grupe Rasmus. Bend je izjavio da je singl koji slijedi "Dark Side" miksan i da će biti objavljen krajem ljeta 2021. 4. srpnja 2021. bend je putem društvenih mreža objavio da je "Dark Side" trenutno najslušanija finska pjesma 2021. s više od 700.000 streamova do danas, nadmašujući veće finske bendove kao što su Rasmus, Nightwish i HIM. Bend je također najavio 15-dnevnu finsku turneju koja će se održati u srpnju i kolovozu 2021. 
Početkom 2021. bend je podijelio s pratiteljima da su već počeli pisati novi materijal, a u lipnju 2021. podijelili su snimke iz svog studija na kojima se vidi materijal za snimanje za njihov četvrti studijski album koji će biti objavljen u ljeto 2022.
Objavili su singlove "Balboa" 13. kolovoza 2021. i "We Are No Saints" 12. studenog 2021.

Lifestyle of the sick and dangerous (2022.)

Novi isčekivani 4. studijski privjenac "Lifestyles of the sick and dangerous" izlazi 08.07.2022.,a u međuvremenu dečke  čeka turneja po SAD-u kao support grupi From ashes to new (3. i 4. mjesec), turneja po EU kao gost njemačke grupe Eskimo Callboy koja je skoro svugdje rasprodana (4. i 5. mjesec), cijeloljetni angažman po festivalima u Finsku,Rusiju,i Ukrajinu,te napokon i njihova dugo očekivana istoimena solo turneja po EU najesen (9. i 10. mjesec)

## Članovi
- Joel Hokka – vokal, gitara
- Niko Moilanen – vokal
- Joonas Porko – gitara
- Olli Matela – bas gitara
- Tommi Lalli – bubnjevi
- Aleksi Kaunisvesi – semplovi, udaraljke, DJ

## Diskografija

### Albumi
| Titula                          | Pojedinosti | Pozicije vršnog grafikona |
| Titula                          | Pojedinosti | PERAJE </br>              |
| ------------------------------- | --- | ------------------------- |
| Revolutions                     | - Objavljeno: 29. rujna 2016. - Producentska kuća: Ranka Kustannus - Format: Digitalno preuzimanje, CD, streaming | 26 </br>                  |
| Braća po krvi                   | - Objavljeno: 20. travnja 2018. - Oznaka: Ranka Kustannus - Format: Digitalno preuzimanje, CD, LP, streaming      | 30                        |
| Nasilni pop                     | - Objavljeno: 6. ožujka 2020. - Oznaka: Ranka Kustannus - Format: Digitalno preuzimanje, CD, streaming            | —                         |
| Životni stil bolesnih i opasnih | - Na rasporedu: 8. srpnja 2022. - Oznaka: Century Media - Format: Digitalno preuzimanje, CD, streaming            | —                         |

### Singlovi
| "Save Me"                                                       | 2013 | —  | —  | —  | —  | —  | —  | —  | Non-album singles                  |
| "Naysayers"                                                     | 2014 | —  | —  | —  | —  | —  | —  | —  | Non-album singles                  |
| "Calling Out"                                                   | 2014 | —  | —  | —  | —  | —  | —  | —  | Non-album singles                  |
| "Unforgiving"                                                   | 2015 | —  | —  | —  | —  | —  | —  | —  | Revolutions                        |
| "Don't"                                                         | 2015 | —  | —  | —  | —  | —  | —  | —  | Revolutions                        |
| "Darker Than Black"                                             | 2016 | —  | —  | —  | —  | —  | —  | —  | Revolutions                        |
| "Deja Fu"                                                       | 2016 | —  | —  | —  | —  | —  | —  | —  | Revolutions                        |
| "Enemy for Me"                                                  | 2016 | —  | —  | —  | —  | —  | —  | —  | Revolutions                        |
| "Can't Hold Us"                                                 | 2017 | —  | —  | —  | —  | —  | —  | —  | non album single                   |
| "Alone Against All"                                             | 2017 | —  | —  | —  | —  | —  | —  | —  | Blood Brothers                     |
| "Sharks Love Blood"                                             | 2017 | —  | —  | —  | —  | —  | —  | —  | Blood Brothers                     |
| "Wolfpack"                                                      | 2018 | —  | —  | —  | —  | —  | —  | —  | Blood Brothers                     |
| "Out of Town"                                                   | 2018 | —  | —  | —  | —  | —  | —  | —  | Blood Brothers                     |
| "Over My Dead Body"                                             | 2018 | —  | —  | —  | —  | —  | —  | —  | Violent Pop                        |
| "Timebomb" (featuring Alex Mattson)                             | 2019 | —  | —  | —  | —  | —  | —  | —  | Violent Pop                        |
| "Snake" (featuring GG6)                                         | 2019 | —  | —  | —  | —  | —  | —  | —  | Violent Pop                        |
| "Died Enough for You"                                           | 2019 | —  | —  | —  | —  | —  | —  | —  | Violent Pop                        |
| "Fever"                                                         | 2020 | —  | —  | —  | —  | —  | —  | —  | Violent Pop                        |
| "Gun"                                                           | 2020 | —  | —  | —  | —  | —  | —  | —  | Violent Pop                        |
| "Left Outside Alone"                                            | 2020 | —  | —  | —  | —  | —  | —  | —  | non album single                   |
| "Dark Side"                                                     | 2021 | 1  | 51 | 62 | 22 | 27 | 28 | 66 | Lifestyles of the Sick & Dangerous |
| "Balboa"                                                        | 2021 | 12 | —  | —  | —  | —  | —  | —  | Lifestyles of the Sick & Dangerous |
| "We Are No Saints"                                              | 2021 | 18 | —  | —  | —  | —  | —  | —  | Lifestyles of the Sick & Dangerous |
| "—" denotes a recording that did not chart or was not released. |      |    |    |    |    |    |    |    |                                    |

## Vanjske poveznice
https://www.blindchannelofficial.com/